# Chang'e
Pour le programme chinois d'exploration lunaire Chang'e, voir Programme chinois d'exploration lunaire.
Chang’e (chinois : 嫦娥 ; pinyin : cháng’é) est un personnage de la mythologie chinoise, femme de l’archer Houyi. Séparée de son mari et du reste des humains, elle réside éternellement sur la Lune, dans un palais de jade nommé Vaste froidure (廣寒宮, guǎnghángōng), avec pour seuls compagnons Wugang, un apprenti immortel exilé, occupé à abattre un cannelier qui repousse sans cesse, et un lapin (ou lièvre) apothicaire dit « lapin de jade » (玉兔, yùtù), assisté selon certains d’un crapaud.
Le taoïsme la considère comme la déesse de la Lune (Yin suprême, 太陰星君, tàiyínxīngjǖn. Elle est évoquée tous les ans le 15 du huitième mois lors de la Fête de la mi-automne.
Dans la poésie de la dynastie Tang, elle représente une belle femme délaissée ; Li Shangyin la mentionne dans deux œuvres : Lune de givre et Soir de Lune.
Le cratère lunaire Chang-Ngo lui est dédié.

## Légende de Chang’e

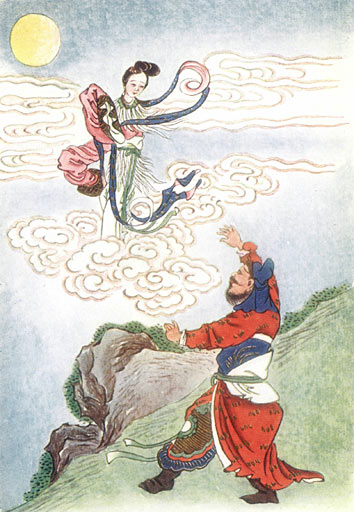
Chang’e s’envole dans la Lune sous les yeux de son mari Houyi.

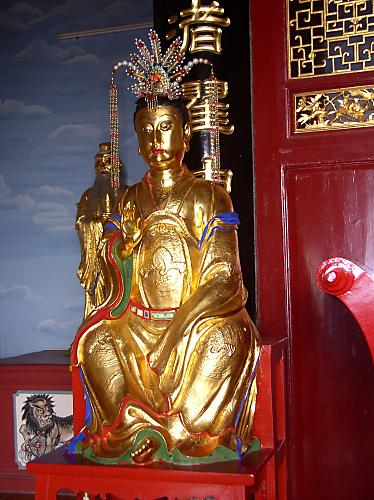
Statue de Chang'e ; Temple de l’Empereur de jade (Thee Kong Thuah) à Penang, Malaisie. Le soir de la Fête de la Lune, un autel est dressé à l'extérieur du temple devant la déesse ; elle bénit les accessoires vestimentaires ou de coiffure qu'on y dépose et donne beauté et amour à leurs propriétaires.

Conte chinois très populaire, Chang’e s’envole dans la Lune (嫦娥奔月, chángé bēnyuè) raconte comment l’héroïne, ayant avalé à tort un élixir d’immortalité, s’échappe dans la Lune d'où elle ne redescend plus. Ses premières versions, datant de la fin des Royaumes combattants aux Han, sont extrêmement courtes (vingt à trente caractères). Bien que plus développée, la légende de son mari Houyi (dans laquelle elle n’apparaît pas toujours) est faite de fragments succincts et pas toujours cohérents. Les détails du conte sont donc laissés à l’imagination du narrateur et il en existe différentes versions.

### Quelques sources
- Guizang[6] : jadis Chang’e avala l’élixir d’immortalité de Xiwangmu, elle s’envola dans la lune dont elle devint le génie.
- Huainan Zi : Houyi demande des herbes d’immortalité à Xiwangmu. Chang’e les dérobe pour s’envoler dans la Lune. Depuis, l'espoir de vivre éternellement est devenu irréalisable, car nul ne sait plus où poussent ces herbes.
- À la recherche des dieux[7] de la dynastie Jin : Houyi demande des herbes d’immortalité à Xiwangmu. Chang’e les vole, puis avant de partir pour la Lune, consulte un devin nommé Youhuang (有黄 / 有黃, yǒuhuáng), qui prédit une issue favorable à son plan. Arrivée sur la Lune, elle se transforme en crapaud.
- Dans le Xiyouji de Wu Cheng'en, c'est après être tombé amoureux de Chang'e et avoir formé le dessein de l'épouser que Zhu Bajie est déchu et envoyé sur terre sous la forme d'un cochon.
- Une femme accompagnée d’un crapaud et d'un lièvre blanc sur une peinture sur soie de Mawangdui (IIe siècle av. J.-C.) pourrait la représenter.

### Une première version courante
À l’époque de l’empereur Yao vivait un chasseur, archer d’élite nommé Houyi. Un jour, un fait extraordinaire se produisit : les dix soleils se succédant habituellement au long d’une dizaine de jours apparurent ensemble, asséchant les rivières et brûlant la terre. Yao demanda alors à Houyi d’en abattre neuf de ses flèches, ce qu’il fit. Il obtint grâce à cet exploit une grande réputation. Il en conçut le désir de devenir immortel et partit lors d’une expédition de chasse vers l’ouest à la recherche de la déesse Xiwangmu, maîtresse du Jardin de longue vie. Elle lui confia un élixir à partager avec sa femme Chang’e lorsqu’ils seraient âgés. Houyi, de retour chez lui, transmit les instructions de Xiwangmu à son épouse et enferma l’élixir dans une boîte. Mais un jour qu’il était à la chasse, le désir de connaître l’immortalité eut le dessus et elle ouvrit la boîte pour boire sa moitié d’élixir. Houyi rentrait juste et surprit sa femme qui, décontenancée, avala sans réfléchir l’intégralité du flacon. Les immortels ont le don de se transporter dans les airs, mais Chang’e, ayant absorbé le double de la dose nécessaire, avait perdu le contrôle de son corps. Elle s’éleva jusque sur la Lune où elle demeure depuis.

### Autre version
Lorsque Houyi réussit à vaincre neuf des dix soleils, le Grand Roi des Dieux, Huangdi, lui donne pour le récompenser une pilule d'immortalité. Mais sa femme Chang'e la vole. En colère, le roi des dieux décide de la punir en l'envoyant vivre seule sur la Lune.

### Quelques variantes
- La forme du produit d’immortalité peut être un élixir, une pilule ou des herbes.
- Dans certaines versions de République populaire de Chine, ce n’est pas la déesse Xiwangmu mais un ermite qui offre à Houyi les herbes d’immortalité.
- Chang’e est quelquefois fille de Ku et sœur de l’empereur Yao, ou une immortelle du palais de l’Empereur de jade privée de son statut pour faute et bannie de la Terre.
- Un passage des Chants de Chu associe Houyi à une certaine Mifei (宓妃, mìfēi) « dévergondée », femme de Hebo (河伯, hébó) à qui il perce l’œil gauche d’une flèche. Certaines versions lui supposent donc une aventure extraconjugale dont Chang’e se venge en avalant la totalité de l’élixir.
- Certaines sources font de Houyi un souverain contesté ou un personnage tyrannique. Les narrateurs qui les prennent en compte relatent qu’après sa victoire sur les soleils, Houyi fut choisi comme empereur mais devint un tyran. Sa femme avala alors l’intégralité de l’élixir pour l’empêcher de nuire éternellement.

## Autres occupants de la Lune

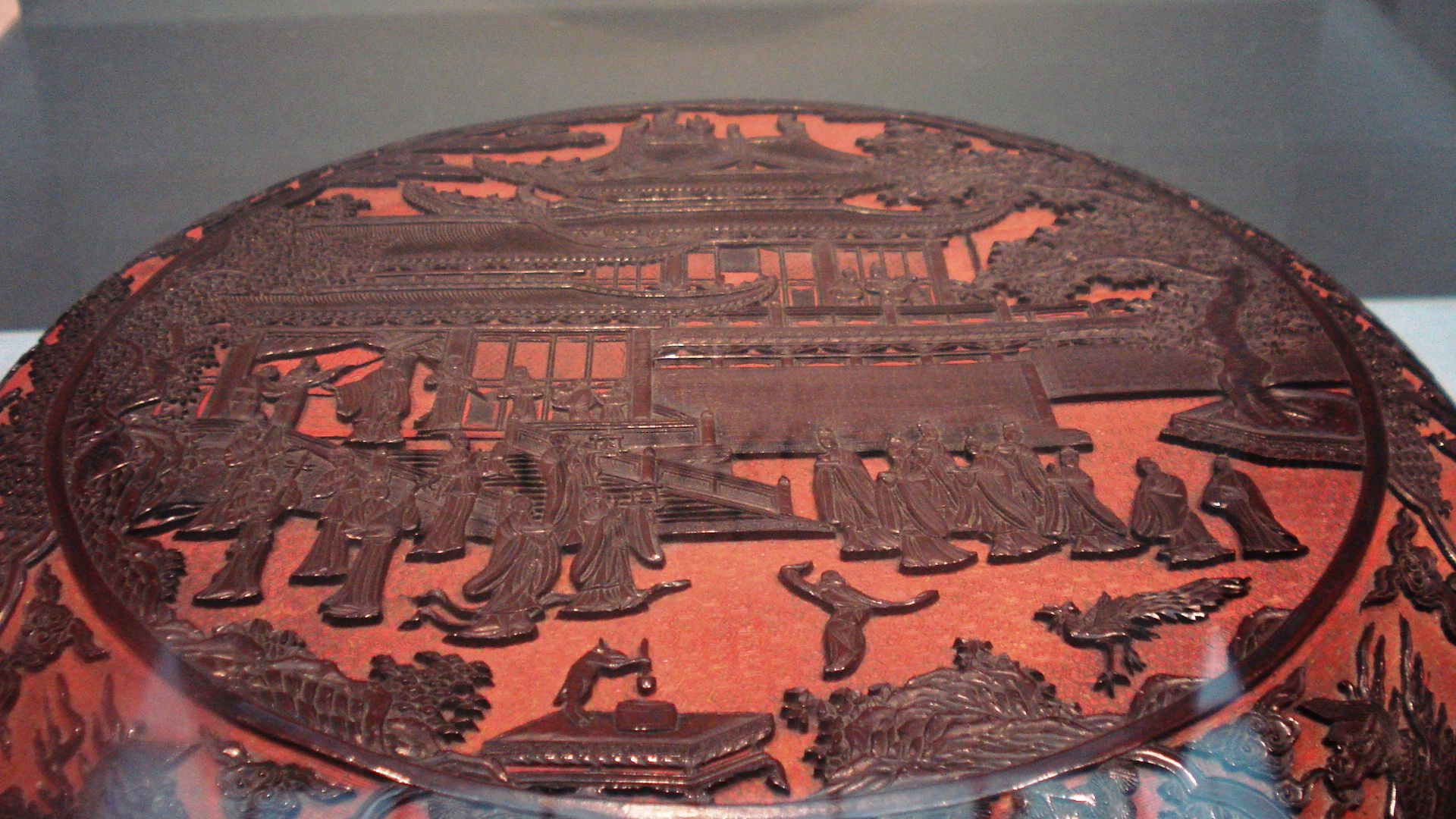
Coffret chinois de la dynastie Ming (vers 1490 apr. J.-C.), en bois laqué sculpté, décoré du palais de Chang'e, déesse de la lune chinoise. Il représente des cours extérieures, des arbres, des bâtiments et des habitants de la lune, dont un lapin pilant l'élixir d'immortalité avec un pilon et un mortier, un crapaud à trois pattes (faisant référence à l'alunissage de Chang'e) et des groupes d'érudits chinois. La signature de l'artisan Wang Ming (fin du XVe siècle) est inscrite sur la colonne de droite de la scène du palais.

### Wu Gang
Wu Gang (吴刚 / 吳剛, wú gāng) est un jeune homme ambitieux doué d’une grande force physique mais dépourvu de persévérance, ainsi n’arrive-t-il jamais à acquérir une vraie spécialité professionnelle. Il se met un jour en tête de devenir immortel et prend pour cela un maître, mais ne suit aucun enseignement à fond. Un jour, il exige de visiter la Lune accompagné de son maître car il n’a pas encore appris à voler correctement. Excédé, le vieil immortel décide de le punir. Quand Wu Gang veut revenir sur Terre, il refuse de l’aider et insiste pour qu’il se débrouille par ses propres moyens. « Si tu ne sais pas voler, tu ne pourras revenir, lui dit-il, que lorsque tu auras abattu cet arbre. » Il lui tend une hache en lui montrant un immense cannelier. Le maître parti, Wu Gang se met au travail, mais après chaque coup de hache l’écorce se referme, ce qui fait qu’il est toujours à sa tâche.
La date exacte d’apparition de cette légende est inconnue. Wu Gang est mentionné pour la première fois dans le Xiyangzazu (酉陽雜俎) de Duan Chengshi (段成式) sous la dynastie Tang ; on l’y présente comme un apprenti immortel exilé sur la Lune en punition d’une faute non précisée. La croyance à l’existence d’un cannelier sur la Lune date au moins des Han, puisque le Huainanzi le mentionne. Il pourrait s’agir de l’interprétation des ombres de la surface. En effet, sur certaines fresques Han représentant le disque lunaire, on peut voir comme un lacis de branches. Dans la littérature, la Lune est parfois appelée « palais du cannelier » (桂宮, gùigōng ou « lune-cannelier » (桂月, gùiyùe.

### Le lièvre de jade
Une autre interprétation courante des ombres de la Lune est d’y voir la silhouette d'un lapin ou d'un lièvre. Le Lapin lunaire (月兔, yùetù), ou lapin de jade (玉兔, yùtù), est mentionné dans les poèmes yuefu (乐府 / 樂府, yuèfǔ) de la dynastie Han. Ultérieurement, il se verra confier la tâche de fabriquer l'élixir d’immortalité à l’aide d’un pilon et d’un mortier de jade. Une légende tardive prétend qu’il obtint cette promotion en proposant de se sacrifier pour nourrir un vieillard qui n’était autre qu’un immortel incognito. « Lièvre lunaire » et « lièvre de jade » sont des synonymes de Lune dans la littérature.

### Le crapaud
Le produit d’immortalité fabriqué par le lièvre est parfois appelé « pilule de crapaud » (蛤蟆丸, hámawán). L’association du crapaud au corps arrondi avec la Lune est déjà mentionnée dans les Questions au Ciel (天问 / 天問, tiānwèn) de Qu Yuan (IIIe et IVe siècles av. J.-C.). « Le crapaud avale la Lune » (蟾蜍食月, chánchúshíyuè) désigne une éclipse lunaire. Zhang Heng des Han est le premier à rapporter la croyance que Chang’e se transforma en crapaud. Le « palais du crapaud » (蟾宮, chángōng) est aussi un synonyme littéraire de Lune.